# WHITE (KAT-TUNの曲)
「WHITE」（ホワイト）は、日本の男性アイドルグループ・KAT-TUNの15枚目のシングル。2011年5月18日にJ-One Recordsから発売された。

## 概要
前作「ULTIMATE WHEELS」以来の約3ヵ月ぶりの新曲。2011年度2作目のリリース。「WHITE」は『ソフィーナ　大人の美白』CMソング、カップリングの「PERFECT」は亀梨出演『AOKI　新3Dスリム』CMソングのダブルタイアップとなっている。
3種あり、それぞれカップリングが異なり、初回盤には表題曲のビデオ・クリップ・メイキングが収録、通常盤には未収録の1曲を合わせた2曲とそのオリジナル・カラオケが収録される。通常盤のみ、収録されている3曲が唯一、田中聖のラップが入っている。

## 収録曲

### CD

#### 通常盤・初回限定盤
※「SILENCE」以降、通常盤のみ収録。
1. WHITE [4:20]
作詞：ECO、ラップ詞：JOKER、作曲：Shusui・DAICHI、編曲：pinkcastar
  - ソフィーナ『大人の美白』CMソング
2. PERFECT [4:30]
作詞：ECO、ラップ詞：JOKER、作曲：Kosuke Morimoto、編曲：18degrees.（Ken Arai））
  - 亀梨和也出演 AOKI『新3Dスリム』CMソング
3. SILENCE [3:50]
作詞：Sean-D　ラップ詞：JOKER　作曲・編曲：David Fremberg
4. WHITE（オリジナル・カラオケ）
5. PERFECT（オリジナル・カラオケ）
6. SILENCE（オリジナル・カラオケ）

#### 通常盤/初回プレス仕様
1. WHITE
2. PERFECT
3. 勇気の花 [3:46]
作詞：Sean-D、作曲：Anthony KRUNCHIE Bamgboye・Harry Wilkins・Ricky Hanley、編曲：Anthony KRUNCHIE Bamgboye
4. WHITE（オリジナル・カラオケ）
5. PERFECT（オリジナル・カラオケ）
6. 勇気の花（オリジナル・カラオケ）

### DVD
※初回限定盤のみ
1. WHITE（ビデオ･クリップ＋メイキング）